# قارچ سیلوسایبین

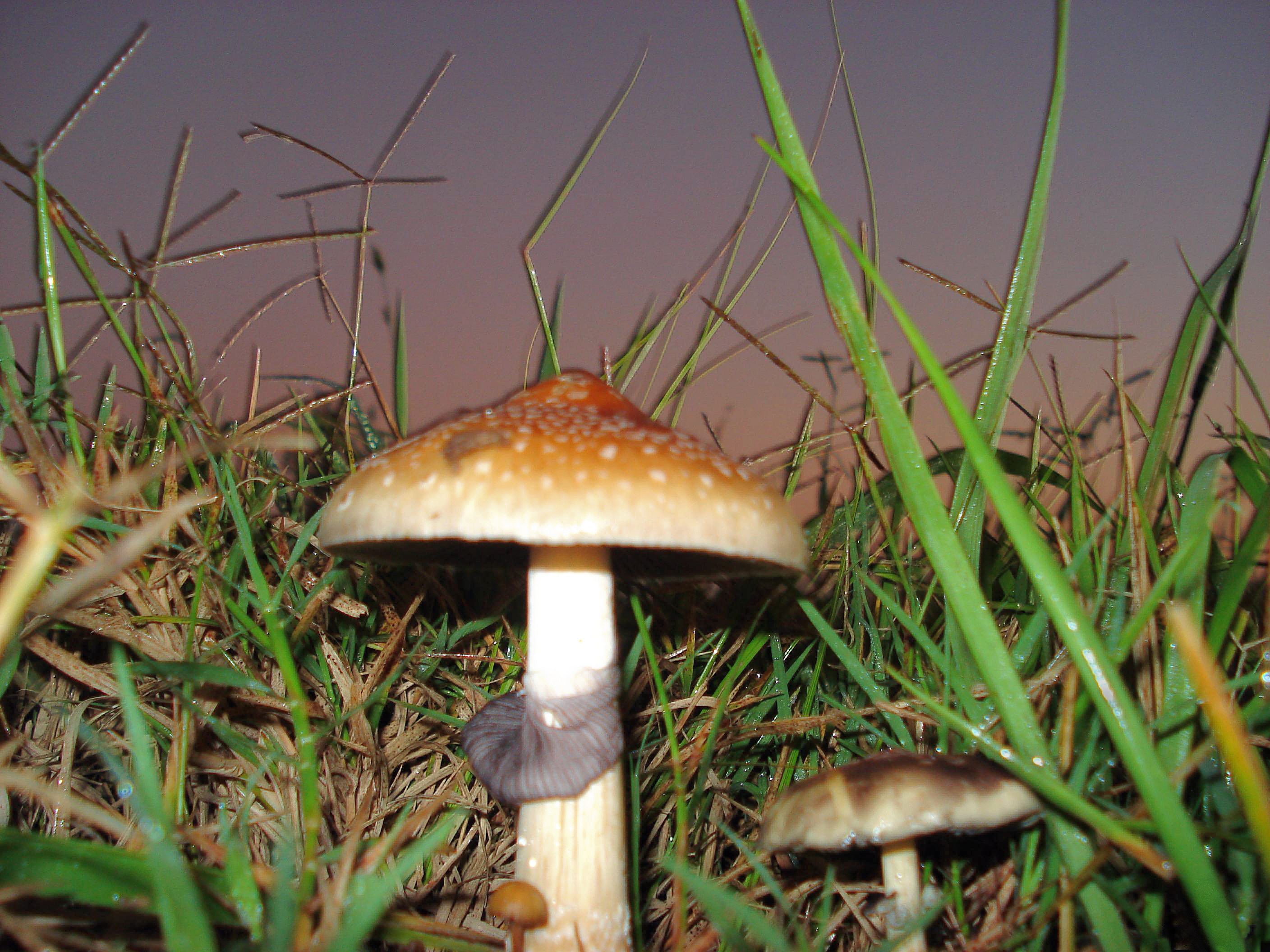
قارچ جادویی کیوبنسیس

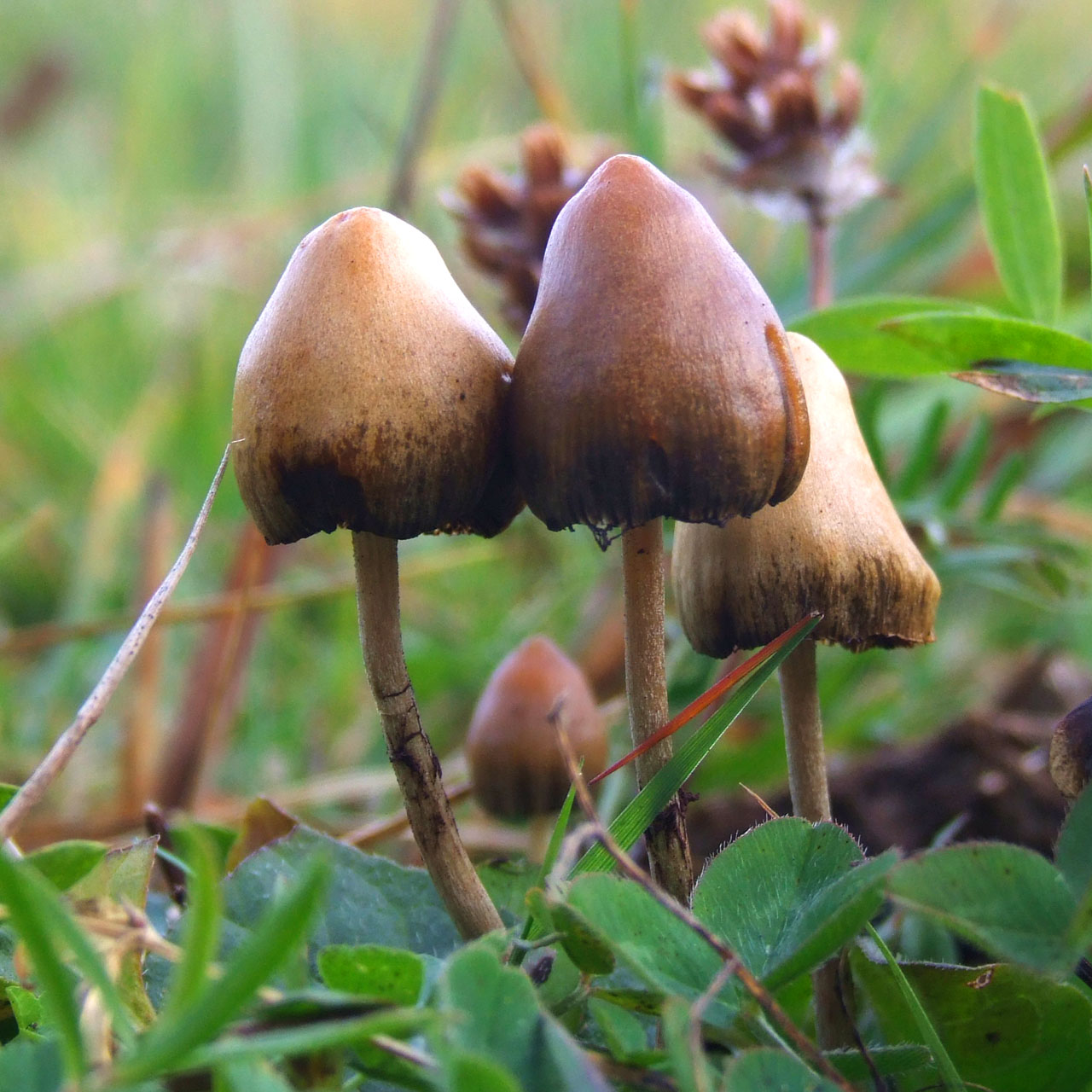
کلاهک آزادی

قارچ‌ سایلوسایبین (به انگلیسی: Psilocybin mushroom) که به‌طور عامیانه، قارچ جادویی یا مجیک ماشروم (به انگلیسی: Magic mushroom) نیز نامیده می‌شوند، دسته‌ای چندتباری از قارچ‌های چتری حاوی مادهٔ سیلوسایبین هستند که پس از مصرف توسط انسان، به سیلوسین تبدیل می‌شود که خاصیت روان‌گردان دارند.تحقیقات جدید نشان میدهد مصرف کنترل شده با دوز کم از این قارچ ها میتوان برای درمان برخی بیماری ها استفاده کرد.
قارچ‌های جادویی، از گذشته‌های دور و همچنین در فرهنگ‌های بومی دنیای جدید، در زمینه‌های طالع‌بینی و زمینه‌های مذهبی و معنوی، مورد استفاده بوده و همچنان هستند. مواردی مرتبط با این قارچ‌ها در سنگ‌نگاره‌های به‌جا مانده از عصر حجر در آفریقا و اروپا به تصویر کشیده شده‌اند، اما مشهورترین آن‌ها در مجسمه‌ها، نمادهای سنگی تاریخی و گلیف‌های مربوط به دوران پیشاکلمبی، در سرتاسر آمریکای شمالی، مرکزی و جنوبی دیده شده‌اند.

## تاریخچه

### پیشاتاریخ
هنر سنگ‌نگاری ماقبل تاریخ در نزدیکی ویلار دل هومو در اسپانیا، این فرضیه را ارائه می‌دهد که قارچ سایلوسابین هیسپانیا در مراسم مذهبی ۶۰۰۰ سال پیش، مورد استفاده قرار گرفته‌است.
گونه‌های توهم‌زا از سردهٔ سربرهنه‌ها دارای سابقه استفاده در میان مردم بومی آمریکای میانه در تجمعات مذهبی، فال‌بینی، طالع‌بینی و شفابخشی، از دوران پیشاکلمبی تا به امروز بوده‌است. سنگ‌نگاره‌ها و نقوش این قارچ‌ها در گواتمالا نیز پیدا شده‌است. یک تندیس قدیمی از حدود ۲۰۰ سال پیش از میلاد، به تصویر کشیدن یک قارچ که کاملاً شبیه سایلوسایبی مکزیکانا است در ایالت کولیما در غرب مکزیک در یک مقبره پیدا شده‌است. گفته می‌شود که یک گونه سایلوسایبی که در آزتک‌ها به نام تئوننیکیتل (به معنای «قارچ الهی» - شکل جمع‌کننده تئو (خدا، مقدس) و ننیکیتل (قارچ) در زبان ناهواتال) شناخته می‌شود، در زمان تاجگذاری حاکم آزتک، موکتزوما دوم در سال ۱۵۰۲ مورد استفاده قرار می‌گرفته‌است. آزتک‌ها و مازاتک‌ها هنگام ترجمه به زبان انگلیسی از قارچ‌های سایلوسایبین به عنوان قارچ‌های نابغه، قارچ‌های پیشگویی و قارچ‌های شگفت‌انگیز یاد می‌کنند. برناردینو دو ساهاگن گزارش استفاده آزمایشی از تئوننیکیتل توسط آزتک‌ها را هنگام سفر به آمریکای میانه پس از لشکرکشی ارنان کورتس ارائه داد.
پس از فتح اسپانیا، مبلغین کاتولیک علیه سنت فرهنگی آزتک‌ها مبارزه کردند، آزتک‌ها را به عنوان بت‌پرست کنار گذاشته و استفاده از گیاهان و قارچ‌های توهم زا همراه با دیگر سنت‌های پیش از مسیحیت به سرعت سرکوب شد. اسپانیایی‌ها معتقد بودند که این قارچ به آزتک‌ها و دیگران اجازه می‌دهد با شیاطین ارتباط برقرار کنند. علی‌رغم این تاریخچه، استفاده از تئوننیکیتل در برخی مناطق دورافتاده همچنان ادامه داشته‌است.

## اثرات‌
اثرات روان‌گردان قارچ‌های حاوی سیلوسایبین
قارچ‌های روان‌گردان که به‌طور رایج با نام «مجیک ماشروم» شناخته می‌شوند، دارای ترکیبات فعال سیلوسایبین و سیلوسین هستند. پس از مصرف، سیلوسایبین در بدن به سیلوسین تبدیل می‌شود که ترکیب اصلی مسئول بروز اثرات روان‌گردان است. این مواد ساختاری مشابه سروتونین (یک انتقال‌دهنده عصبی کلیدی در مغز) دارند و از طریق فعال‌سازی گیرنده‌های مرتبط، عملکرد سیستم عصبی مرکزی را تغییر می‌دهند.
مکانیسم اثر
سیلوسین با تقلید از سروتونین، به گیرنده‌های 5-HT2A متصل شده و در نتیجه باعث تغییرات گسترده‌ای در شبکه‌های عصبی، به‌ویژه در نواحی مربوط به ادراک، خلق، و خودآگاهی می‌شود. همچنین فعالیت شبکه پیش‌فرض مغز (DMN)، که مسئول ساختاردهی به «خود» و تجربه پیوسته زمان است، کاهش می‌یابد. این امر میتواند حتی باعث تجربه‌هایی مانند مرگ نفس و ادراک‌های معنوی یا شهودی می‌شود.
اثرات روانی و حسی
اثرات سیلوسایبین معمولاً ۱۵ تا ۶۰ دقیقه پس از مصرف آغاز شده و بسته به دوز و شرایط فردی، ۴ تا ۶ ساعت ادامه دارند. کاربران ممکن است تجربه کنند:
تغییر در ادراک زمان و فضا
توهمات دیداری و شنیداری (مانند تنفس اجسام، تغییر رنگ‌ها، هاله‌های نوری)
احساس ارتباط شدید با طبیعت یا دیگران
خنده‌های غیرقابل کنترل، تغییر در خلق‌وخو
در برخی موارد تجربه‌های عرفانی و عمیق روان‌شناختی
احساس یگانگی با طبیعت و جهان هستی
برخی افراد نیز حالت‌هایی چون اضطراب، ترس، یا افکار منفی را تجربه می‌کنند که اصطلاحاً «تریپ بد» نام دارد. این تجربیات معمولاً در اثر مصرف در محیط نامناسب یا وضعیت روانی ناپایدار به‌وجود می‌آیند.
اثرات فیزیکی
از جمله اثرات فیزیکی می‌توان به موارد زیر اشاره کرد:
افزایش ضربان قلب و فشار خون در صورت ایجاد ترس
گشاد شدن مردمک چشم
لرزش، بی‌حسی یا ضعف عضلانی
احساس گرما در نواحی مختلف بدن به خصوص معده و سر
تغییرات در سیستم گوارشی و احساس نیاز به ادرار
تحمل، وابستگی و ایمنی
سیلوسایبین به سرعت باعث تحمل موقتی می‌شود، به‌طوری که مصرف مکرر در فاصله کوتاه اثربخشی آن را کاهش می‌دهد. شواهد علمی نشان می‌دهند که سیلوسایبین ایجاد وابستگی جسمی یا روانی نمی‌کند و میزان سمیت آن بسیار پایین است. برخلاف بسیاری از مواد مخدر، خطر مرگ ناشی از مصرف دوز معمول آن بسیار نادر و اغلب به مسمومیت با قارچ‌های سمی متفاوت مربوط است.

### دورهٔ نوین
اولین اشاره به قارچ توهم‌زا در ادبیات دارویی اروپا در مجله پزشکی و فیزیکی لندن در سال ۱۷۹۹ بود: مردی قارچ‌های سایلوسایبی سملنسیاتا را که برای صبحانه در گرین پارک لندن چیده بود، برای خانواده اش سرو کرد. پزشکی که آنها را معالجه کرد بعداً توصیف کرد که چگونه کوچک‌ترین کودک «دارای حمله‌های عصبی با خنده‌های ناشایست بود و تهدیدات پدر یا مادرش نیز نمی‌توانست مانع او شود.»

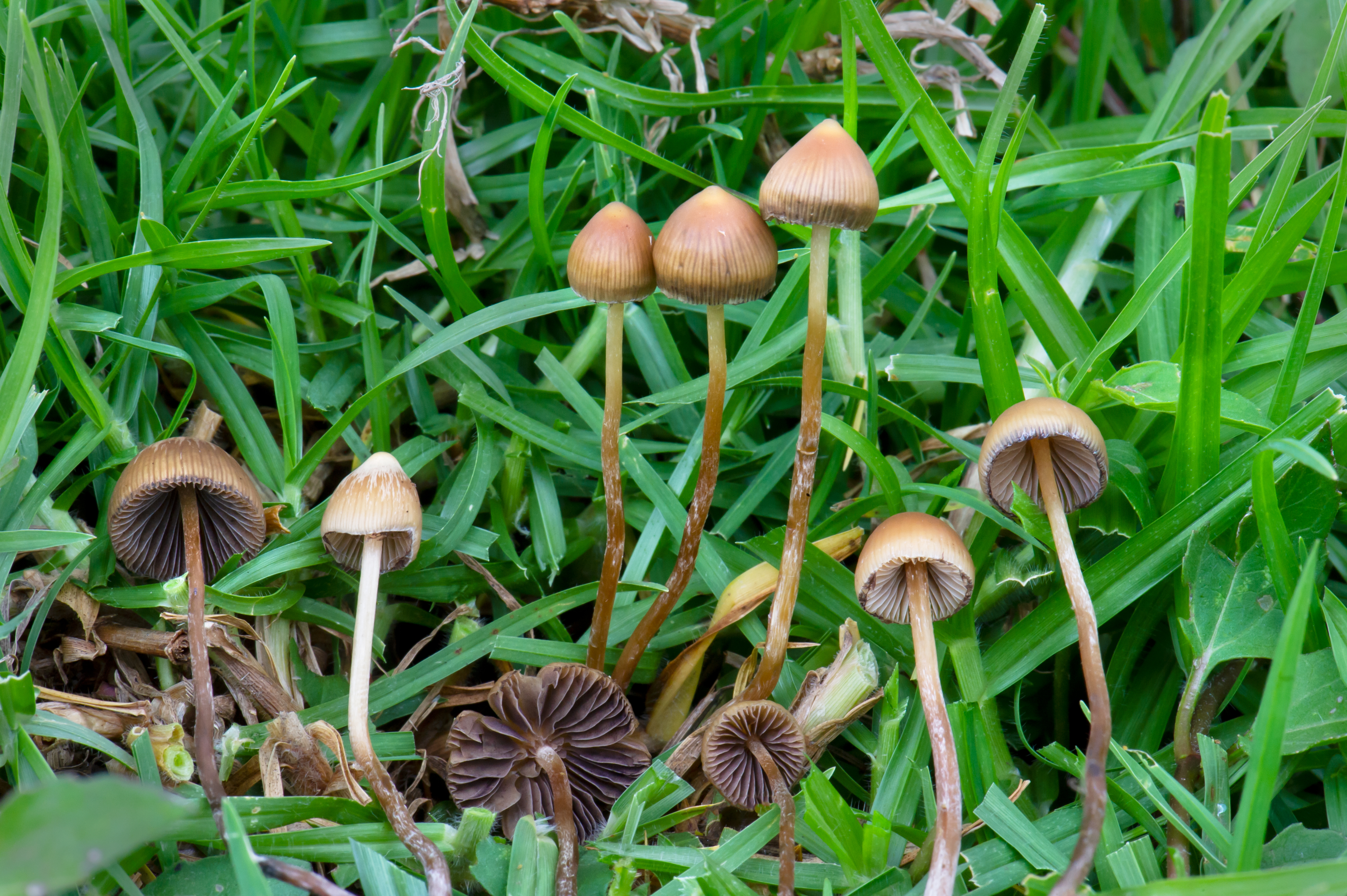
سیلوسایبی مکزیکانا

در سال ۱۹۵۵، والنتینا پاولوونا واسون و آر گوردون واسون از اولین افراد مشهور اروپایی-آمریکایی بودند که به‌طور فعال در یک مراسم قارچ بومی شرکت می‌کردند. واسون‌ها بر روی تبلیغ تجربیات خود بسیار کار کردند، حتی در ۱۳ مه ۱۹۵۷ مقاله ای در مورد تجربیات خود در زندگی منتشر کردند. در سال ۱۹۵۶ راجرهایم، قارچ روان گردانی را که واسونها از مکزیک به آنجا آورده بودند با نام سایلوسایبی شناسایی کرد و در سال ۱۹۵۸، آلبرت هافمن اولین بار سایلوسایبین و سایلوسین را به عنوان ترکیبات فعال این قارچها شناسایی کرد.
تیموتی لیری با الهام از مقاله زندگی واسون، به مکزیک سفر کرد تا خودش قارچ پسیلوسیبین را تجربه کند. هنگامی که وی در سال ۱۹۶۰ به هاروارد بازگشت، وی و ریچارد آلپرت پروژه روان پریشی سایبین هاروارد را آغاز کردند و مطالعه روانشناختی و مذهبی روانپریشی و سایر داروهای روانگردان را ترویج دادند. پس از برکناری لیری و آلپرت توسط هاروارد در سال ۱۹۶۳، آنها توجه خود را به سمت ارتقا تجربه روانگردان به ضد فرهنگ نوپای هیپی معطوف ساختند.
رواج آنتی‌ژن‌ها توسط واسون‌ها، لیری، ترنس مک کنا، رابرت آنتون ویلسون و بسیاری دیگر منجر به انفجار در استفاده از قارچ‌های سایلوسایبین در سراسر جهان شد. در اوایل دهه ۱۹۷۰، بسیاری از گونه‌های قارچ سایلوسایبین از مناطق معتدل آمریکای شمالی، اروپا و آسیا توقیف و به‌طور گسترده‌ای جمع‌آوری شد. کتابهایی که روشهای کشت مقادیر زیادی از سایلوسایبی کوبنزیس را توصیف می‌کنند نیز منتشر شدند. در دسترس بودن قارچ پسیلوسیبین از منابع وحشی و کشت شده، آنها را به یکی از پرمصرف‌ترین داروهای روانگردان تبدیل کرده‌است.
در حال حاضر، استفاده از قارچ پسیلوسیبین در میان برخی از گروه‌های پوشا از مکزیک مرکزی تا اوآخاکا از جمله گروه‌های ناوز، میکستک، مازاتک میکس شده، زاپوتک و دیگران گزارش شده‌است. چهرهٔ مهم استفاده از قارچ در مکزیک، ماریا سابینا بود که از قارچ‌های بومی مانند سیلوسایبی مکزیکانا در تجربیاتش استفاده می‌کرد.

## پیدایش
حدود ۱۰ تا ۲۰ میلیون سال پیش، پسیلوسیبین که در غلظت‌های مختلفی در حدود ۲۰۰ گونه قارچ باسیدیومیکوتا وجود دارد که از جد خود، موسکارین تکامل یافته‌است. در ۲۰۰۰ نظرخواهی در مورد پراکندگی قارچ سایلیوسایبن در سراسر جهان، به گفتهٔ گاستون گوزمان و همکارانش زیر توزیع جنس: سربرهنه (۱۱۶ گونه)، ژیمناپیلوس (۱۴ گونه)، پانالهوس (۱۳ گونه)، کوپلندیا (۱۲ گونه)، پلوتئوس (۶ گونه)، اینوسیب (۶ گونه)، فولیوتینا (۴ گونه) و گالرینا (۱ گونه) بوده‌است. گوزمان در یک بررسی در سال ۲۰۰۵ میلادی، تخمین خود از تعداد سایلوسایبی حاوی سایلوسایبین را به ۱۴۴ گونه افزایش داد.

توزیع جهانی ۱۰۰+ گونه روانگردان از نژاد قارچ سیلوسایبی

بسیاری از آنها در مکزیک (۵۳ گونه) یافت می‌شود و بقیه در سراسر کانادا و ایالات متحده (۲۲ گونه)، اروپا (۱۶ گونه)، آسیا (۱۵ گونه)، آفریقا (۴ گونه) و استرالیا و جزایر وابسته (۱۹ گونه) توزیع شده‌اند. به‌طور کلی، گونه‌های حاوی سایلوسیبین، لاملاهای منجمد و تیره هستند که در مراتع و جنگل‌های مناطق نیمه گرمسیری و گرمسیری، معمولاً در خاک‌های غنی از هوموس و بقایای گیاهی رشد می‌کنند. قارچ سایلوسیبین در همه قاره‌ها وجود دارد، اما اکثر گونه‌ها در جنگل‌های مرطوب نیمه گرمسیری یافت می‌شوند. سیلوسایبین کیوبنسس رایج‌ترین سیلوسایبیدر مناطق گرمسیری است.کلاهک آزادی که به عنوان گسترده‌ترین قارچ سیلوسایبین در جهان توزیع می‌شود، در مناطق معتدل اروپا، آمریکای شمالی، آمریکای جنوبی، آسیا، استرالیا و نیوزیلند یافت می‌شود اگرچه در مکزیک وجود ندارد.

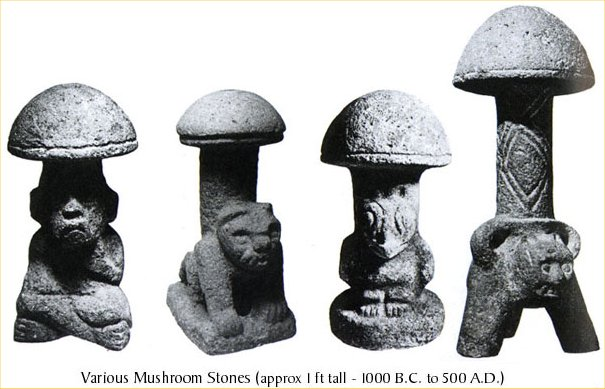
سنگ‌های قارچ پیش کلمبیایی

## دوزاژ

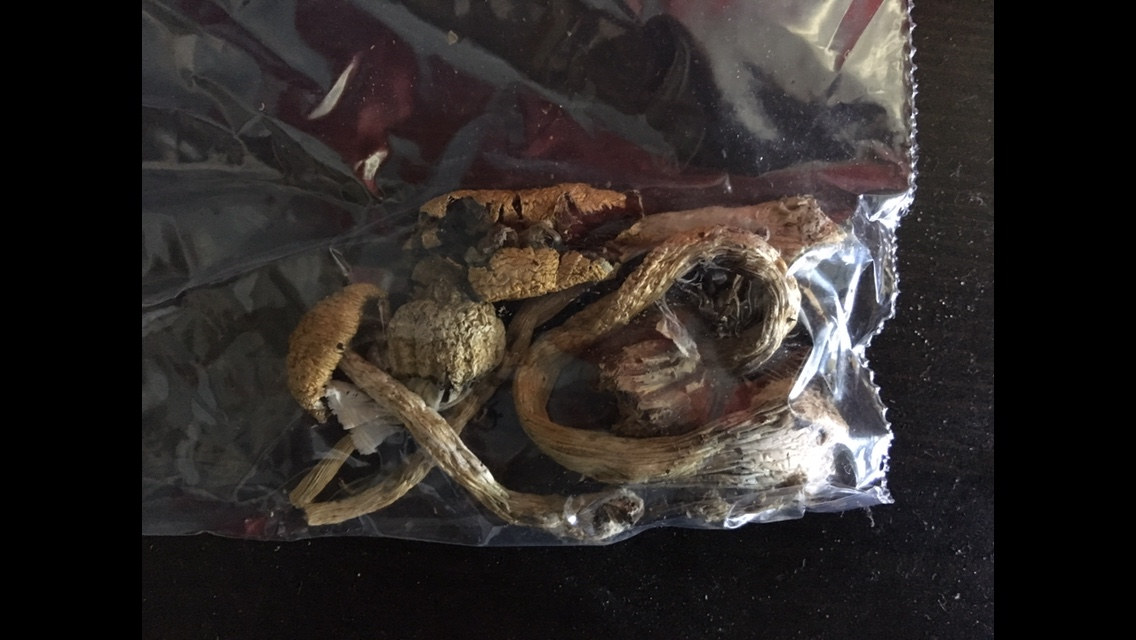
یک کیسه ۱٫۵ گرم قارچ سیلوسایبی کیوبنسس خشک.

دوزاژ قارچ سیلوسایبین به مقدار سیلوسایبین و سیلوسین موجود در قارچ بسته‌است که در و بین یک سویه به‌طور قابل توجهی متفاوت است، اما به‌طور معمول در حدود ۰٫۵–۲٫۰٪ از وزن خشک قارچ است. دوزهای معمول گونه‌های رایج سیلوسایبی کیوبنسس در حدود ۱٫۰ تا ۲٫۵گرم است، در حالی که حدود ۲٫۵ تا ۵٫۰ گرم مواد قارچ خشک یک دوز قوی در نظر گرفته می‌شود. بالای ۵ گرم اغلب دوز سنگین و به عنوان «دوز قهرمانی» شناخته می‌شود.
غلظت ترکیبات فعال قارچ سیلوسایبین هم از گونه‌ای به گونه دیگر و هم از یک قارچ به قارچ دیگر از یک گونه، زیرگونه یا جوره متفاوت است. همین امر در مورد قسمت‌های مختلف یک قارچ صدق می‌کند. در گونه‌های سیلوسایبی سموینسس، کلاهک خشک شده قارچ بیشترین سیلوسایبین را با حدود ۰٫۲۳٪ -۰٫۹۰٪ دارد. در میسلیوم حاوی حدود ۰٫۲۴ – -۰٫۳۲ است.

## پژوهش
سیلوسایبین از اوایل دهه ۱۹۶۰ موضوع تحقیقات اولیه بوده‌است، به عنوان مثال در سال ۱۹۶۲ در آزمایش کلیسای مارش پس از سال ۱۹۷۰، به دلیل قانون مواد کنترل شده، دهه‌ها قبل از آزمایش مجدد قارچ‌ها از نظر توانایی برای درمان وابستگی به مواد مخدر، اضطراب یا اختلالات خلقی، این تحقیقات منجمد شده بود. در سال ۲۰۱۹، مایکل پولان به جشنواره جهانی علوم گفت: "این یک رویداد قابل توجه در تاریخ علم است. من نمی‌دانم که می‌توانید به زمان یا اپیزود دیگری اشاره کنید که در آن یک تحقیق بسیار امیدوارکننده داشته‌اید که به دلایلی که هیچ ارتباطی با علم ندارد، متوقف می‌شود و ما ۳۰ سال تحقیق را از دست دادیم. تصور کنید اگر این ۳۰ سال روی این ترکیبات مطالعه می‌کردیم، اکنون چه می‌دانستیم. آنچه ممکن است دربارهٔ افسردگی، اضطراب و اعتیاد، هوشیاری و نحوه کارکرد ذهن یادگرفته باشیم.
در سال ۲۰۱۸، سازمان غذا و دارو یا (FDA) موفقیت درمانی برای درمان افسردگی مقاوم در برابر درمان با کمک سیلوسایبین و در سال ۲۰۱۹، تعیین موفقیت درمانی برای درمان با سایلوسیبین در درمان اختلال افسردگی اساسی اعطا کرد.

## قانونیت

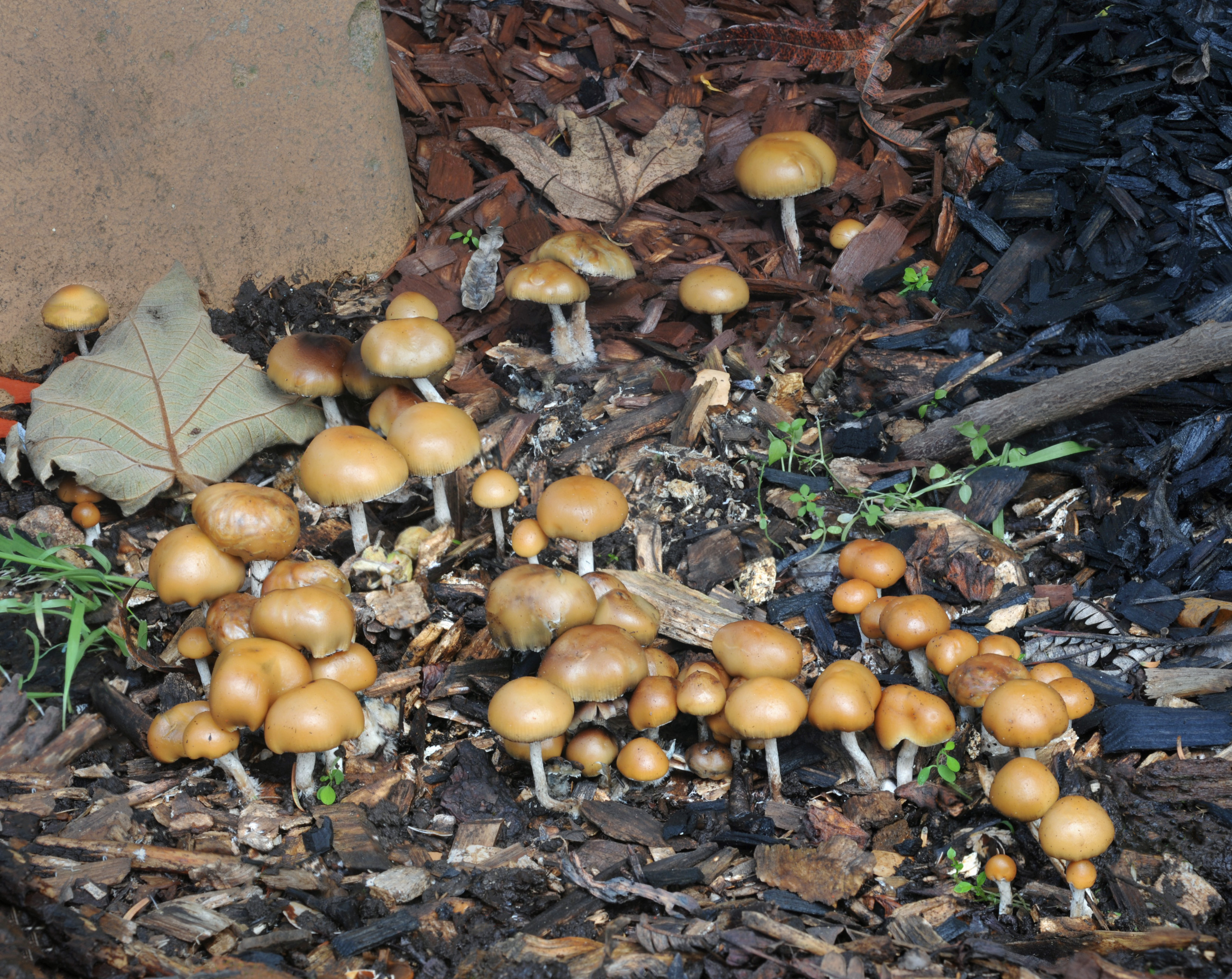
سیلوسایبی النای

قارچ سیلوسایبین در بسیاری از کشورها ممنوع است و غالباً مجازات‌های قانونی شدیدی را به همراه دارد (به عنوان مثال قانون مواد روانگردان ایالات متحده، قانون سوءاستفاده از مواد مخدر در انگلیس ۱۹۷۱ و قانون مواد مخدر ۲۰۰۵ و در کانادا قانون کنترل مواد مخدر).

### اتریش
قارچ روانگردان به تازگی اتریش قانونی است.

### هلند
در تاریخ ۲۹ نوامبر ۲۰۰۸، هلند اعلام کرد که از اول دسامبر ۲۰۰۸ کشت و استفاده از بیشتر قارچهای حاوی سیلوسیبین را ممنوع می‌کند. در حالی که چندین نوع قارچ - به ویژه مهمترین" ترافل "های قوی تر - احتمالاً به دلیل حذف نشدن در لیست ممنوعیت، برخی از فروشگاه‌های هوشمند فروش خود را ادامه می‌دهند. از تاریخ ۱۳ سپتامبر ۲۰۱۹، ترافل‌های جادویی کاملاً مالیات گرفته و قانونی می‌شوند.

### انگلستان
قارچ‌های خشک به عنوان یک ماده مخدر حاوی سیلوسایبین در نظر گرفته می‌شوند و غیرقانونی هستند. ممنوعیت استفاده از قارچ تازه توسط انگلستان که در سال ۲۰۰۵ ارائه شد، مورد انتقادات بسیاری قرار گرفت، اما در اواخر ۲۰۰۵ پارلمان مورد فوریت قرار گرفت. تا آن زمان، قارچ جادویی در انگلستان فروخته می‌شد.

### ایالات متحده آمریکا
اداره مبارزه با مواد مخدر آمریکا پسیلوسیبین را در میان داروهای برنامه I در قانون مواد کنترل شده قرار می‌دهد که دارای پتانسیل بالایی برای سوءاستفاده، استفاده پزشکی غیرمجاز و امکان ایجاد عوارض جانبی یا مسمومیت شدید را دارد. دادگاه تجدیدنظر نیومکزیکو در ۱۴ ژوئن ۲۰۰۵، حکم داد که پرورش قارچ پسیلوسیبین برای مصرف شخصی نمی‌تواند «تولید ماده کنترل شده» طبق قوانین ایالتی محسوب شود. با این حال، طبق قوانین فدرال هنوز غیرقانونی است. در دسامبر ۲۰۱۸، وزیر امور خارجه اورگان رای‌گیری را تصویب کرد که باعث می‌شود قارچ روانگردان در میان درمانگران مجاز شناخته شود.
در ماه مه سال ۲۰۱۹، دنور، کلرادو، اولین شهرستان در ایالات متحده بود که حذف جرم قارچ سیلوسایبین پس از فرمان به رای پذیرفته شد، و به دقت ۵۰٫۶ درصد آرا را به دست آورد. این ابتکار عمل در واقع قارچ را قانونی نکرده‌است، اما دنور را از مصرف هرگونه منابعی برای پیگرد قانونی مردم به دلیل استفاده یا در اختیار داشتن آنها منع می‌کند. این قانون در مورد بزرگسالان بالای ۱۸ سال اعمال می‌شود و پیلوسیبین در کلرادو همچنان غیرقانونی است. در ژوئن ۲۰۱۹، اوکلند به دومین شهر ایالات متحده تبدیل شد، در ژانویه ۲۰۲۰، سانتا کروز سومین و در سپتامبر ۲۰۲۰، آن آربر، میشیگان، چهارمین شهر ایالات متحده برای پایان دادن به مجازات‌های کیفری برای استفاده و نگهداری از آنها، قارچ سایلوسیبین قطعنامه‌هایی را تصویب کرد. در نوامبر سال ۲۰۲۰، ایالت اورگان اولین ایالت آمریکا بود که هم روانگردان پیلوسیبین را و هم آن را برای استفاده درمانی قانونی کرد.

### پرتغال
در پرتغال در اختیار داشتن کلیه داروهای تفریحی (از جمله قارچ پسیلوسیبین) در مقادیری برای بیش از ده روزه مصرف آن ماده، جرم نیست. با این حال کشت و توزیع (خرید و فروش) یک جرم کیفری است.

### هند
سیلوسایبین در هند غیرقانونی است. با این حال، اجرای این ممنوعیت با این واقعیت پیچیده‌است که در حالی که خود ترکیب ممنوع است، قارچ حاوی این ماده ممنوع نیست.

### جامائیکا
سیلوسایبین در جامائیکا قانونی است. افرادی که می‌خواهند پسیلوسیبین را در یک شرایط قانونی امتحان کنند می‌توانند بسته‌های تعطیلات از جمله درمانگران در محل و و به همراه پزشکان کنترل‌کننده داروی روانگردان را خریداری کنند.

### ایران
مجیک ماشروم در ایران غیرقانونی تلقی شده و به صورت مجاز قادر به خرید و فروش نمی باشد. مجیک ماشروم در دسته مواد غیر صنعتی دسته بندی میشود. با این که دست کم یگ گرم سیلوسایبین میتواند مجازات شدیدی را در پی داشته باشد اما باید توجه داشت که درحدودا در هر چند کیلو ماشروم یک گرم سیلوسایبین میتواند وجود داشته باشد و هر گرم ماشروم یک گرم سیلوساسیبین محسوب نمی شود

## وابستگی
وابستگی به سیلوسایبین مطرح نمی‌باشد ولی به دلیل اینکه می‌تواند برای برخی افراد اثرات خوشایند داشته باشند ممکن است مورد استفاده دوره‌ای قرار گیرد.
تا کنون گزارشی از مرگ بخاطر اوردوز سیلوسایبین ارائه نشده‌است و به تنهایی ماده سمی و اعتیادآور محسوب نمی‌شود، هرچند ممکن است فرد تحت تأثیر این ماده دست به اقدامات خطرناک بزند و بر اثر حوادث صدمه ببیند.
همچنین این موضوع مطرح است که روانگردان‌ها تأثیر مستقیم بر افکار دارند و حتی در موارد نادر ممکن است فرد را به سمت پوچ‌گرایی، مسخ واقعیت یا حتی خودکشی سوق دهند.
در نهایت باید این موضوع را در نظر گرفت که قارچ‌های زیادی هستند که اثرات سمی خطرناک و مرگبار دارند و اگر فرد مصرف‌کننده اشتباهاً آنها را مصرف کند حتی خطر مرگ وجود دارد.
کسی که از قارچ جادویی سوء استفاده می‌کند نه تنها می‌تواند به وضعیت ذهنی تغییر یافته‌ای که به ارمغان می‌آورد عادت کند، بلکه در زندگی در «دنیای واقعی» نیز دچار مشکل شود. این افراد ممکن است حافظه خود را از دست بدهند و برای حفظ حالت تغییر یافته خود از قارچ سیلوسایبین استفاده کنند. برخی از آن‌ها از فلاش بک‌های مخدر توهم زا، خستگی و تحریک پذیری رنج می‌برند.
اگر فردی قارچ سیلوسایبین را با مواد دیگری مانند الکل، بنزودیازپین‌ها، محرک‌ها یا مواد افیونی ترکیب کرده باشد.

## روش استفاده
قارچ‌های سیلوسایبین به صورت خوراکی مصرف می‌شوند. اگر چه به دلیل ترکیبات موجود اغلب باعث به وجود آمدن دل‌دردهای خفیف در ابتدای مصرف می‌شوند، به همین دلیل مصرف‌کنندگان این ماده با پودر کردن آنها و ترکیب با آبلیمو یا زنجبیل به هضم آسان‌تر آن کمک می‌کنند. طعم قارچ‌های سیلوسایبین برای اغلب مصرف‌کنندگان آزاردهنده است لذا مصرف‌کنندگان برای بلع راحتتر از عسل یا شکلات هنگام مصرف استفاده می‌کنند.

## کاربردهای درمانی
طبق گفته دانشمندان، مادهٔ توهم‌زای موجود در قارچ جادویی (مجیک ماشروم) قابلیت «دوباره تنظیم کردن» مغز افراد مبتلا به افسردگی غیرقابل درمان را دارد. در دسامبر ۲۰۱۶، گزارشی در مجله روان شناختی منتشر شد که به تفصیل به دو مطالعه کوچک که نشان دادند عنصر موجود در «قارچ» یعنی سیلوسایبین می‌تواند احساس «پریشانی وجودی» را که بیماران اغلب پس از درمان سرطان احساس می‌کنند، را تغییر دهد، پرداخت. همچنین محققان دریافته‌اند که این دارو سلول‌های عصبی را بازنشانی می‌کنند و باعث افزایش ثبات در شبکه‌های مغز می‌شود که با افسردگی ارتباط دارند.

## کتابشناسی - فهرست کتب
- Allen, J.W. (1997). Magic Mushrooms of the Pacific Northwest. Seattle: Raver Books and John W. Allen. ISBN 978-1-58214-026-1.
- Ballesteros, S.; Ramón, M.F.; Iturralde, M.J.; Martínez-Arrieta, R. (2006). "Natural Sources of Drugs of Abuse: Magic Mushrooms".  In Cole, S.M. (ed.). New Research on Street Drugs. Nova Science Publishers. ISBN 978-1-59454-961-8.
- Estrada, A. (1981). Maria Sabina: Her Life and Chants. Ross Erikson. ISBN 978-0-915520-32-9.
- Haze, Virginia & Dr. K. Mandrake, PhD. The Psilocybin Mushroom Bible: The Definitive Guide to Growing and Using Magic Mushrooms. Green Candy Press: Toronto, Canada, 2016. شابک ‎۹۷۸−۱۹۳۷۸۶۶−۲۸−۰. www.greencandypress.com.
- Högberg, O. (2003). Flugsvampen och människan (به سوئدی). ISBN 978-91-7203-555-3.
- Kuhn, C.; Swartzwelder, S; Wilson, W. (2003). Buzzed: The Straight Facts about the Most Used and Abused Drugs from Alcohol to Ecstasy. New York: W.W. Norton & Company. ISBN 978-0-393-32493-8.
- Letcher, A. (2006). Shroom: A Cultural History of the Magic Mushroom. London: Faber and Faber. ISBN 978-0-571-22770-9.
- McKenna, T. (1993). Food of the Gods. Bantam. ISBN 978-0-553-37130-7.
- Nicholas, L.G.; Ogame, K. (2006). Psilocybin Mushroom Handbook: Easy Indoor and Outdoor Cultivation. Quick American Archives. ISBN 978-0-932551-71-9.
- Stamets, P. (1993). Growing Gourmet and Medicinal Mushrooms. Berkeley: Ten Speed Press. ISBN 978-1-58008-175-7.
- Stamets, P.; Chilton, J.S. (1983). The Mushroom Cultivator. Olympia: Agarikon Press. ISBN 978-0-9610798-0-2.
- Stamets, P. (1996). Psilocybin Mushrooms of the World. Berkeley: Ten Speed Press. ISBN 978-0-9610798-0-2.
- Wasson, G.R. (1980). The Wondrous Mushroom: Mycolatry in Mesoamerica. McGraw-Hill. ISBN 978-0-07-068443-0.
- Wurst, M.; Kysilka, R.; Flieger, M. (2002). "Psychoactive tryptamines from Basidiomycetes". Folia Microbiologica. 47 (1): 3–27. doi:10.1007/BF02818560. PMID 11980266. S2CID 31056807.